# Elliott (Maryland)
Elliott – jednostka osadnicza w Stanach Zjednoczonych, w stanie Maryland, w hrabstwie Dorchester.